# 기타스 더 뮤지엄
기타스 더 뮤지엄(Guitars – the Museum)은 스웨덴 우메오에 있는 박물관이다.